# Pointe du Mountet
Pointe du Mountet – szczyt w Alpach Pennińskich, w masywie Obergabelhorn - Zinalrothorn. Leży w Szwajcarii w kantonie Valais, blisko granicy z Włochami.